# جامعة عليكره الإسلامية
جامعة عليكره الإسلامية هي أول جامعة إسلامية تقع في أغرة، أتر برديش بالهند. أسَّسها عام 1875م السيد أحمد خان. تشمل الدراسة فيها كليات: الآداب والطب والعلوم والتقنية والهندسة والصناعات، وفيها كلية للطالبات. في مكتبتها أكثر من 4000 مخطوط باللغات العربية والفارسية والأردية والبنغالية والإنجليزية، فهرسها محمد ياسين مظهر صدِّيقي (مؤسسة الفرقان للتراث الإسلامي، 1423 هـ / 2002 م).
وفيها المجمع العلمي العربي الهندي منذ تأسيسه 1976 م.